# Cantone di Santa Ana (Ecuador)
Il cantone di Santa Ana è un cantone dell'Ecuador che si trova nella provincia di Manabí.
Il capoluogo del cantone è Santa Ana.